# Alternanthera capituliflora
Alternanthera capituliflora là loài thực vật có hoa thuộc họ Dền. Loài này được (Bertero) Schinz mô tả khoa học đầu tiên năm 1934.